# Андросов, Кирилл Геннадьевич
Кири́лл Генна́дьевич Андро́сов (род. 13 июня 1972, Мурманск) — российский государственный деятель, экономист, преподаватель и инвестор. Кандидат экономических наук (2000), профессор.
Один из создателей и управляющих партнёров инвестиционного фонда Altera Capital

## Биография
Член Общественного совета при Федеральной налоговой службе России, член Общественного совета при Федеральной службе государственной статистики (Росстат), член Наблюдательного совета Мурманского государственного технического университета, профессор НИУ «Высшая школа экономики».
В прошлом — заместитель министра экономического развития и торговли (2005—2008); заместитель Руководителя Аппарата Правительства Российской Федерации (с 15 мая 2008 года по 5 апреля 2010 года), в 2012—2017 годах — председатель совета директоров ПАО «Аэрофлот».

### Хронология
- 1994 — Санкт-Петербургский государственный морской технический университет
- 1995 — инвестиционный менеджер представительства финской банковской инвестиционной компании «Ганза Инвестментс»
- 1996 — советник заместителя председателя Комитета по управлению городским имуществом Санкт-Петербурга по экономическим вопросам
- 1997 — начальник управления инвестиционных проектов Комитета по управлению городским имуществом Санкт-Петербурга
- 1998 — директор департамента экономики городского имущества Комитета по управлению городским имуществом Санкт-Петербурга
- 2000 — первый заместитель генерального директора ОАО «Ленэнерго»
- 2004 — директор департамента государственного регулирования тарифов и инфраструктурных реформ Министерства экономического развития и торговли РФ[11]
- 2005 — заместитель Министра экономического развития и торговли РФ
- с мая 2008 член совета директоров ОАО «Аэрофлот — российские авиалинии»
- 2008—2010 — заместитель Руководителя Аппарата Правительства Российской Федерации (распоряжение Председателя Правительства РФ № 692-р от 15 мая 2008 г.)[12].
- 2010 — глава совета директоров ОАО ГАО «ВВЦ»[13].
- с конца 2010 — управляющий партнёр Altera Capital.
- c сентября 2011 по 22 июня 2015 — Председатель Совета директоров ОАО «РЖД»[14].
- c 26 июля 2012 по 26 июня 2017 — председатель совета директоров ОАО «Аэрофлот»[15][16].
- с 2014 по 2017 — заместитель Секретаря Общественной палаты Российской Федерации (член межкомиссионной рабочей группы по подготовке проекта ежегодного доклада Общественной палаты о состоянии гражданского общества в Российской Федерации).
- с 2014 по 2020 — член Общественного совета при Министерстве энергетики РФ[17][18].
- с 2011 по 2021 — член Общественного совета при Федеральной налоговой службе России[5].
- с 2012 — профессор НИУ «Высшая школа экономики»[8].
- с 2019 — член Общественного совета при Федеральной службе государственной статистики (Росстат)[6].
- с ноября 2020 — член Наблюдательного совета Мурманского государственного технического университета[7].

### Altera Capital
C 2010 года – один из создателей и управляющих партнёров инвестиционного фонда Altera Capital.
В 2012 году фонд приобрел 7,5% компании Русские машины. Андросов вошёл в состав совета директоров компании.
В августе 2016 года фонда инвестировал в компанию Group-IB в обмен на 10 % акций. В конце 2017 года Altera Capital довела свою долю до 25 %, выкупив 15 % у одного из акционеров. . 
В качестве владельца фонда «Альтера капитал» Андросов также является миноритарным акционером компании Бортовые системы с долей в 5 %.

#### Связь фонда с Германом Грефом
Согласно расследованию издания «Проект», опубликованному в январе 2023 года, Кирилл Андросов является номинальным руководителем фонда Altera Capital, конечным бенефициаром которого является Герман Греф, бывший руководитель Андросова в министерстве экономики РФ.
В качестве доказательства, что оформленные на этих людей многочисленные офшоры в действительности принадлежат Грефу, издание приводит многочисленные документы из «Архива Пандоры», в том числе завещание Кирилла Андросова, который завещал материнские структуры этих оффшоров не своей семье, а племяннику Грефа Оскару.

## Награды и звания
- Орден «За заслуги перед Отечеством» IV степени (2020 год)
- Орден Почёта (2008 год)[26]
- Действительный государственный советник Российской Федерации 1-го класса (11 января 2009).
- Медаль Столыпина П. А. II степени (Правительство Российской Федерации, 30 марта 2010 года) — за заслуги в решении стратегических задач социально-экономического развития страны[27]
- Победитель VII Национальной премии «Директор года» (2012 год) в номинации «Председатель совета директоров: вклад в развитие корпоративного управления»[28]